# Bogen von Canosa

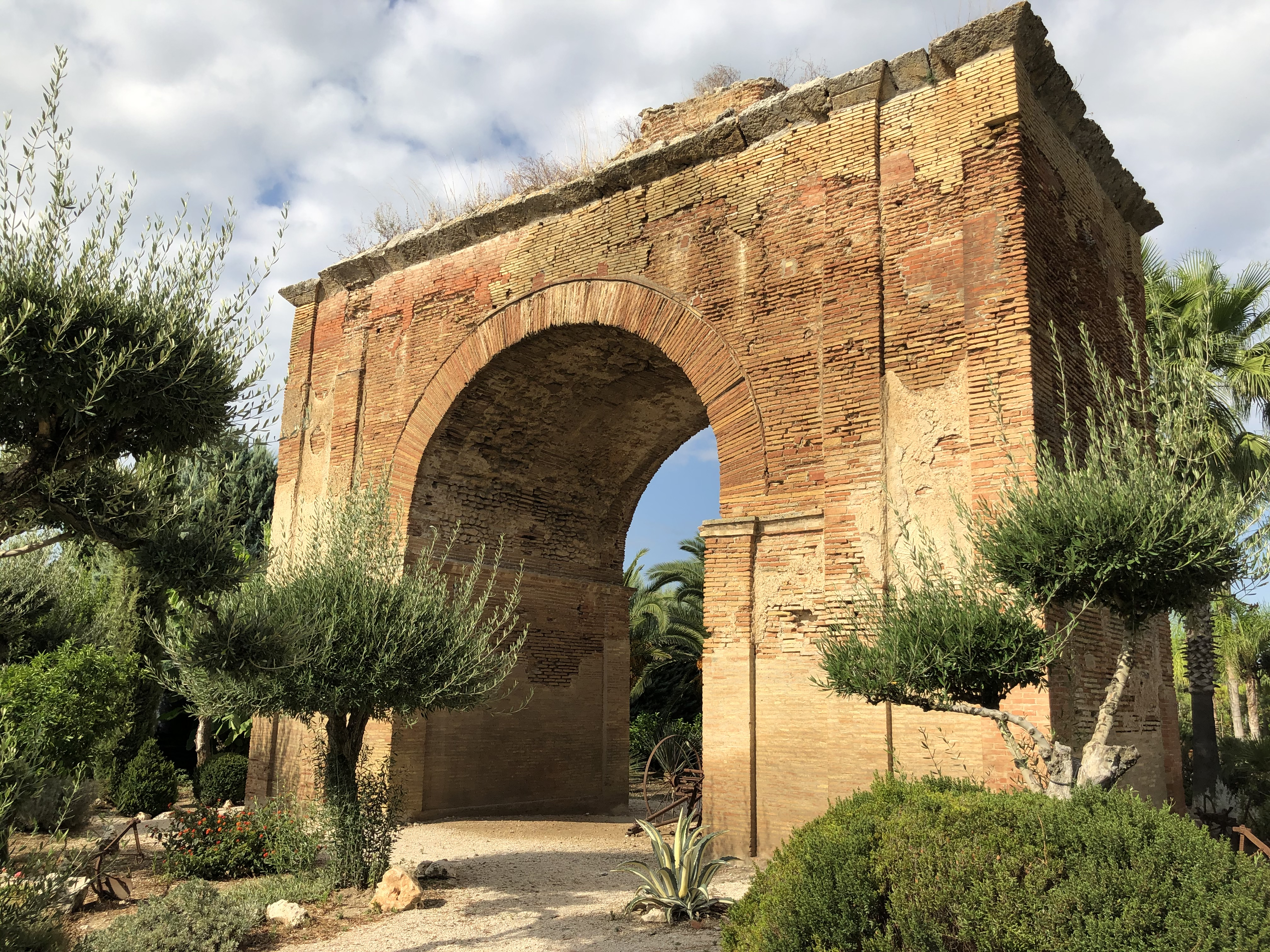
Der Trajansbogen in Canosa di Puglia

Der Bogen von Canosa di Puglia (auch Porta Romana, Porta Varrone oder Trajansbogen genannt) ist ein eintoriger Ehrenbogen unbekannter Bestimmung oder ein Stadttor aus der ersten Hälfte des 2. Jahrhunderts. Sandro De Maria vermutete aufgrund der reduzierten Dimensionen, der schlichten Formen und der Art der Ausführung, dass es sich um ein privates Ehrenmonument einer angesehenen Familie der Stadt handelte. Ein in den Abmessungen vergleichbarer, gleichwohl wesentlich aufwendiger gestalteter privater Ehrenbogen einer Familie ist beispielsweise mit dem Arco dei Gavi in Verona erhalten. Das Bauwerk ist 12 Meter lang und 5 Meter breit bei einer Höhe von 13 Metern.